# Єфименко Олег Дмитрович
Олег Дмитрович Єфименко (14 жовтня 1922, Харків, Україна — 14 травня 2009, Моргантаун ,Західна Вірджинія) — фізик, професор в університеті західної Віргінії.

## Біографія
Олег Єфименко здобув ступінь бакалавра в 1952 році в Коледжі Луїса і Кларка (штат Орегон), а магістерський ступінь — в університеті штату Орегон у 1954 році, в тому ж університеті в 1956 році ним був здобутий ступінь доктора філософії. Займався проблемою запізнення сигналів теорії відносності. Ним були написані рівняння, що описують поведінку електричного та магнітного полів, у термінах спізнювальних джерел, що носять його ім'я . Хоча близькі вирази цих рівнянь були висловлені трохи раніше, проте саме Єфименко, як вважають, був першим, хто в 1966 виписав ці рівняння в явному вигляді, забезпечивши, тим самим, завершеність класичної електродинаміки .
У 1956 отримав премію «Sigma Xi Prize». У 1971 та 1973 роках він завоював нагороди в конкурсі приладів AAPT (Американської асоціації вчителів-фізиків). Ним було створено електростатичні генератори, які працюють за рахунок атмосферної електрики.
Працював над узагальненням теорії всесвітнього тяжіння Ньютона, стосовно систем, що залежать від часу. На його думку, немає жодних об'єктивних причин відмови від теорії Ньютона на користь метричної теорії гравітації. Активно намагався розвивати і розширювати теорію Ньютона, поєднуючи її з принципом причинності і застосовуючи до гравітаційних взаємодій, що залежать від часу.
Його узагальнення теорії Ньютона засноване на існуванні другого гравітаційного поля, «співгравітаційного» або «поля сторонньої сили тяжіння», воно також може бути назване гравімагнітним полем Ця теорія є фізичний підхід, докорінно відмінний від просторово-часової геометрії загальної теорії відносності Ейнштейна. Однак першим передбачив існування цього поля Олівер Гевісайд у статті «Гравітаційні та електромагнітні аналогії» (1893).

## Узагальнена теорія гравітації
Єфименко постулює наступну узагальнену теорію гравітації.
g = — G ∫ [ [ρ] / r³ + 1 / r ² * c *[∂ ρ / ∂ t]] * (r) d V ′ + G c ^ 2 ∫ 1 / r [∂ (ρ v) / ∂ t] * d V ′
K = — G / c ² ∫ [ [ρ v] r ^ 3 + 1 / r ²* c * ∂ [ρ v] / ∂ t] × rd V ′

## Деякі публікації

### Книги
- «Електростатичні двигуни; їх історія, види та принципи дії».
- «Електромагнітне уповільнення та теорія відносності: нові розділи в класичній теорії полів».
- «Причинність, електромагнітна індукція та гравітація: інший підхід до теорії електромагнітних та гравітаційних полів».
- «Електрика та магнетизм: Введення в теорію електричних і магнітних полів».
- «Наукова графіка з Lotus 1-2-3: побудова кривих, 3D-графіка та графічні композиції».

### Розділи в книгах
- «Яка фізична природа електричних і магнітних сил?» Чи було сказано останнє слово про класичну електродинаміку?
- «Чи забороняє спеціальна теорія відносності надсвітові швидкості?» .
- «Яка фізична природа електричних і магнітних сил?» Чи було сказано останнє слово про класичну електродинаміку?
- «Чи забороняє спеціальна теорія відносності надсвітові швидкості?» .

### Статті
- «Занедбана тема в релятивістській електродинаміці: перетворення електромагнітних інтегралів».
- «Подання електромагнітної теорії відповідно до принципу причинності» .
- «Причинність, кулонівське поле і закон тяжіння Ньютона» (Коментар).
- «Парадокс Трутона-Нобла».
- «Про струм зміщення Максвелла».
- «Правильне використання рівнянь перетворення Лоренца-Ейнштейна для електромагнітних полів», «Уповільнення та відносність: виведення перетворень Лоренца-Ейнштейна із сповільнених інтегралів для електричних та магнітних полів».
- «Уповільнення та відносність: легкість рухомого заряду лінії».
- «Прямий розрахунок».
- «Розв'язки рівнянь Максвелла для електричних і магнітних полів у довільних середовищах».
- «Електрети».
- «Як можна заряджати електроскоп таким чином?».
- "Водяний потік «Петля-петля».
- «Електричний двигун Франкліна».
- «Робота електродвигунів від атмосферного електричного поля».
- «Демонстрація електричних полів провідників зі струмом».
- «Вплив магнітного поля Землі на рух штучного супутника».

### Стаття в енциклопедії
«Рівняння Максвелла», Енциклопедія фізики Макміллана, Макмілан, Нью-Йорк, 1996.